# لانگگ بای گراتس
لانگگ بای گراتس (به آلمانی: Langegg bei Graz) یک منطقهٔ مسکونی در اتریش است که در گراتس اومگبونگ واقع شده‌است. لانگگ بای گراتس ۱۱٫۳۴ کیلومتر مربع مساحت دارد ۴۹۰ متر بالاتر از سطح دریا واقع شده‌است.